# Sheykh Hadi
Sheykh Hadi est un quartier du centre-ville de Téhéran en Iran.